# Cirolana venusticauda
Cirolana venusticauda là một loài chân đều trong họ Cirolanidae. Loài này được Stebbing miêu tả khoa học năm 1902.